# Глебовка (село, Пензенская область)
Глебовка — село в Башмаковском районе Пензенской области России. Входит в состав Шереметьевского сельсовета.

## География
Расположено в 10 км к северо-востоку от центра сельсовета села Шереметьево.

## Население
| 1864 | 1877  | 1897  | 1911  | 1926  | 1930  | 1979 |
| ---- | ----- | ----- | ----- | ----- | ----- | ---- |
| 810  | ↗1186 | ↘1004 | ↗1159 | ↗1196 | ↘1063 | ↘257 |
| 1989 | 1996  | 2002  | 2010  |       |       |      |
| ↘220 | ↗228  | ↘185  | ↘144  |       |       |      |

## История
В 1911 г. село центр Глебовской волости В 1939 и 1955 г.г. входило в состав Пятницкого сельсовета, колхоз имени Шевченко.